# Borger.dk
Borger.dk is een website van de Deense overheid waarop burgers overheidsinformatie over zich kunnen inzien en bewerken. Daarnaast biedt de website overheidsinformatie aan. De website is vergelijkbaar met MijnOverheid in Nederland. Zaken die via de website te regelen zijn, zijn onder meer burgerlijke stand, gezondheidszorg, onderwijs, belastingen en toeslagen en huisvesting. Er kan ingelogd worden met een NemID.
De website werd gelanceerd in 2007 en op 20 oktober 2008 kregen alle burgers ouder dan 15 jaar een persoonlijke pagina. De site is een samenwerking van de landelijke overheid, de regio's en de vereniging van gemeenten.